# Virden (Illinois)
Virden è un comune degli Stati Uniti d'America, nelle Contee di Macoupin e Sangamon nell'Illinois.

## Geografia fisica
Secondo lo United States Census Bureau, il comune ha una superficie totale di 4,5 km², privi di acque interne, per la stragrande maggioranza appartenenti alla Contea di Macoupin.

## Società

### Evoluzione demografica
Nel 2000, c'erano 3.488 abitanti, 1.455 famiglie e 934 famiglie residenti in città. Il 96,8% degli abitanti risiedeva nella parte che appartiene alla Contea di Macoupin. C'erano 1.609 unità abitative ed una densità media di 361,2/km². La composizione etnica della città vede il 98,80% di bianchi, lo 0,32% di afroamericani, lo 0,40% nativi americani, lo 0,09% asiatici, 0,06% da altre razze, e 0,34% da due o più razze, ispanici o latini di qualunque razza 0,46% della popolazione.
Nella città la popolazione è distribuita con il 23,9% di età inferiore a 18 anni, 8,4% dai 18 ai 24, 26,5% dai 25 ai 44, 21,3% dai 45 ai 64, e 19,9% oltre i 65 anni di età o più. L'età media è 39 anni. Per ogni 100 donne ci sono 88,2 maschi. Per ogni 100 donne sopra i 18 anni, ci sono 82,7 maschi.
Il reddito medio per una famiglia nella città era di $ 31.905, e il reddito medio per una famiglia era $ 41.511. I maschi hanno un reddito medio di $ 30.824 contro $ 22.121 per le femmine. Il reddito pro capite per la città era $ 16.541. Circa il 7,4% delle famiglie e del 10,7% della popolazione sono stati al di sotto del soglia di povertà, tra cui 12,0% di quelli sotto 18 anni e il 9,3% di quelli dai 65 anni in su.